# سبايك شانون
سبايك شانون (بالإنجليزية: Spike Shannon)‏ هو لاعب كرة قاعدة أمريكي، ولد في 7 فبراير 1878 في بيتسبرغ في الولايات المتحدة، وتوفي في 16 مايو 1940 في منيابولس في الولايات المتحدة.

## وصلات خارجية
- سبايك شانون على موقعبيزبول رفرنس.كوم (الدوري الرئيسي) (الإنجليزية)
- سبايك شانون على موقعبيزبول رفرنس.كوم (الدوري الثانوي) (الإنجليزية)